# Fum i miralls

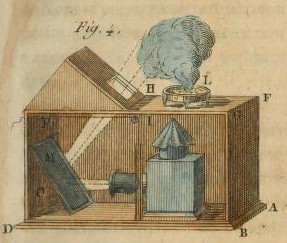
Projecció d'una imatge amb fum en una llanterna màgica de "Nouvelles récréations physiques et mathématiques" (1770).

Fum i miralls és una metàfora per a una explicació o descripció enganyosa, fraudulenta o insubstancial. L'origen d'aquest nom està basat en les il·lusions dels mags, en les quals s'utilitza fum i miralls per crear il·lusions tals com la desaparició d'objectes. L'expressió pot tenir una connotació de virtuosisme o habilitat a l'hora de dur a terme el truc en qüestió.
Dins el camp de la programació informàtica, s'utilitza per descriure un programa o funcionalitat que encara no existeix, però es fa creure que sí. Això es duu a terme freqüèntment mostrant com resultarà un projecte o funcionalitat quan estigui implementada, quan encara no ho està. Aquesta estratègia no es recomana en absolut a l'hora de demostrar cap tipus d'aplicació, ja que pot generar masses expectatives de funcionalitats poc probables d'implementar.